# Jupp Heynckes
Josef Heynckes (Mönchengladbach, Alemania, 9 de mayo de 1945), más conocido como Jupp Heynckes (pronunciación en alemán: /ˈjʊp ˈhaɪnkəs/), es un exfutbolista y exentrenador alemán. Su último equipo fue el Bayern de Múnich de la Bundesliga.
Como jugador fue un prolífico delantero, que jugó la mayor parte de su carrera para el Borussia Mönchengladbach, con el que ganó 4 campeonatos nacionales y una Copa de la UEFA. Con el seleccionado alemán, ganó la Eurocopa de 1972 y el Mundial de 1974.
Ha entrenado a muchos equipos, incluyendo al Bayern de Múnich (con el que logró tres Ligas alemanas y la UEFA Champions League 2012/13), al Sport Lisboa e Benfica, al Club Deportivo Tenerife (con el que fue semifinalista de la Copa de la UEFA tras dejar en la cuneta a históricos como el Feyenoord o la SS Lazio), al Athletic Club y al Real Madrid (con el que ganó la UEFA Champions League 1997/98).
Es apodado Osram (en referencia a un fabricante alemán de la industria de la iluminación) debido a que su cara se enrojece visiblemente cuando está bajo estrés o en un estado generalmente agitado, especialmente cuando dirige partidos. Más tarde, el apodo se volvió universalmente conocido entre los aficionados y la prensa alemana.

## Carrera como jugador

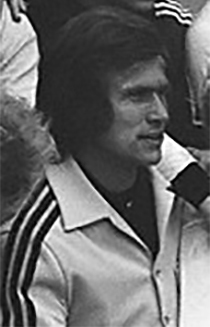
Heynckes en 1974

Empezó su carrera como jugador en 1964 con el Borussia Mönchengladbach, entonces en la segunda categoría alemana tras la reciente instauración de la Bundesliga como máxima categoría del fútbol alemán. En 1965 el club ascendió a la Bundesliga y Heynckes permaneció dos años más en el club antes de recalar por tres años en el Hannoverscher Sportverein.
Retornó al Borussia Mönchengladbach en 1970, donde permaneció hasta el final de su carrera en 1978. Durante este período ganó con el club cuatro ligas alemanas (1971, 1975, 1976 y 1977), en 1973 la Copa de Alemania y, en 1975, también ganó la Copa de la UEFA. También fue el máximo goleador de la Bundesliga en 1974, con 30 goles (igualado con Gerd Müller) y en 1975, con 27 goles. En la Copa de Europa 1975/76, Jupp Heynckes fue el máximo goleador con seis tantos. En 1977, Heynckes alcanzó la final de Copa de Europa con el Borussia Mönchengladbach, perdiendo 3-1 ante el Liverpool, en Roma.
Años atrás, ya había perdido otra final ante el mismo club inglés. Ocurrió en la edición de la Copa de la UEFA 1972-73, después de eliminar al FC Twente de Holanda con un marcador global de 5-1 en las semifinales, el Borussia Mönchengladbach se convirtió en el primer equipo alemán en alcanzar la final de la Copa de la UEFA. El equipo alemán perdió el partido de ida de la final ante el Liverpool por 3-0. En la vuelta, Heynckes anotó los dos goles en la victoria por 2-0 del Borussia, sin embargo, no fue suficiente. Con 12 goles Heynckes fue máximo goleador de la competición. 
En 1975, ganó la Copa de la UEFA con el Borussia Mönchengladbach. Después de un empate 0-0 en el partido de ida de la final ante el FC Twente. Heynckes, quien se perdió el partido en casa, contribuyó con tres goles para darle la victoria 5-1 en Enschede y ayudó a asegurar el primer triunfo alemán en esta competición. Una vez más, Heynckes fue el máximo goleador del torneo con 10 goles. En total, Jupp Heynckes anotó 23 goles en 21 partidos en la Copa de la UEFA, que lo convirtió en uno de los mejores goleadores de todos los tiempos de la Copa de la UEFA.
Jupp Heynckes jugó 369 partidos en la Bundesliga alemana, anotando 220 goles. Esto lo convierte en el tercer goleador más exitoso en esta liga, por detrás del legendario Gerd Müller (365 goles) y de Klaus Fischer (268 goles).
Con 51 goles, es uno de los goleadores más prolíficos en la historia de competiciones de clubes europeos; delante de él se encuentran jugadores como Cristiano Ronaldo, Lionel Messi, Raúl González Blanco (76) Gerd Müller (69) o Eusébio (57). En sus 64 partidos obtuvo el sobresaliente promedio de 0,80 goles, estando por delante de Alfredo Di Stéfano (49 goles en 64 partidos).

### Seleccionado nacional
Jupp Heynckes también jugó 39 veces para la selección nacional alemana, sumando catorce goles. Con Alemania ganó la Eurocopa (1972) derrotando en la final a la URSS por 3-0. También fue parte del equipo que ganó la Copa Mundial de Fútbol de 1974 en Alemania, aunque solo jugó medio tiempo en el transcurso del torneo.

## Carrera como entrenador
Borussia Mönchengladbach
Al finalizar su carrera como jugador, Heynckes permaneció con el Borussia Mönchengladbach y trabajó para el equipo durante ocho años más como entrenador, sucediendo al exitoso Udo Lattek en este puesto en 1979.
Bayern de Múnich
Entre los años 1987 y 1991 ocupó el banquillo del Bayern de Múnich, nuevamente, siguiendo los pasos de Udo Lattek. En este período obtuvo dos campeonatos alemanes (Bundesliga) con el club (1989 y 1990). Fue destituido en octubre de 1991 por malos resultados.
Athletic Club
Su siguiente equipo fue el Athletic Club, al que entrenó durante dos temporadas: 1992-93 y 1993-94. Para contextualizar la situación, el equipo vizcaíno venía de cambiar de entrenador durante tres temporadas consecutivas y no había pasado del duodécimo puesto. Heynckes revolucionó el elenco rojiblanco con la aparición de jóvenes promesas como Julen Guerrero o Juan José Valencia, que dieron un salto de calidad a la plantilla. En la segunda campaña destacó la irrupción de un joven Aitor Karanka. Concluyó en las posiciones 8ª y 5ª respectivamente, consiguiendo así la clasificación del equipo vizcaíno para la Copa de la UEFA del siguiente curso. Al finalizar la temporada, decidió abandonar el club, que se encontraba inmerso en periodo electoral.
Eintracht Fráncfort
Posteriormente, entrenó al Eintracht Fráncfort durante la temporada 1994-95; hasta que dimitió a finales de curso, con el equipo alemán como 13.er clasificado.
CD Tenerife
Las dos temporadas siguientes estuvo al frente del Club Deportivo Tenerife, que terminó en quinto puesto en la Liga y se clasificó para la Copa de la UEFA, dejando al Real Madrid fuera de competiciones europeas. En dicha competición, alcanzó las semifinales tras golear a equipos como la Lazio, a quien el conjunto chicharrero endosó 5 tantos, y al Feyenoord de Róterdam, en cuyo campo anotó 4 tantos. En su última campaña dejó al equipo insular en una cómoda novena posición.
Real Madrid
Posteriormente, dirigió al Real Madrid durante la temporada 1997-1998, convirtiéndose así en el primer técnico alemán del conjunto merengue. Consiguió ganar la Supercopa de España y la Champions League (la séptima Copa de Europa para el club blanco, 32 años después de la sexta). Sin embargo, por el flojo rendimiento en la Liga (4º clasificado) y en Copa del Rey (eliminación en octavos de final), vio su contrato terminado al final de esa temporada.
SL Benfica
Tras un año en blanco, se unió al Benfica, donde se llevó a Chano (con quien había coincidido en el CD Tenerife). Tras llevar al equipo lisboeta al 3.er puesto en la Primeira Liga 1999-2000; abandonó el club en septiembre de 2000, después de cuatro jornadas disputadas.
Athletic Club
Regresó al Athletic en el curso 2001-2002 de la mano de Javier Uría, nuevo presidente. En su primera temporada, llevó al equipo a semifinales de Copa del Rey. Nuevamente, destacó por hacer debutar a jóvenes promesas vascas, siendo Aritz Aduriz el caso más destacado. En liga obtuvo una 9ª y una 7ª posición, mejorando los resultados de temporadas anteriores. El 17 de junio de 2003, anunció su marcha del club vizcaíno para dirigir al FC Schalke 04, si bien ya había tomado la decisión en diciembre.
Schalke 04
Así, Heynckes regresó a la Bundesliga de la mano del Schalke 04 para la temporada 2003/2004, dejando al equipo renano en séptimo puesto. Fue cesado en septiembre de 2004, tras un mal inicio de campeonato, con tres derrotas en cuatro partidos.
Borussia Mönchengladbach
En mayo de 2006, fue anunciado como el nuevo entrenador del Borussia Mönchengladbach. En enero de 2007 presentó su dimisión tras doce partidos consecutivos en la Bundesliga sin obtener una victoria y con el Borussia posicionado en el 17º puesto de la tabla.
Bayern de Múnich

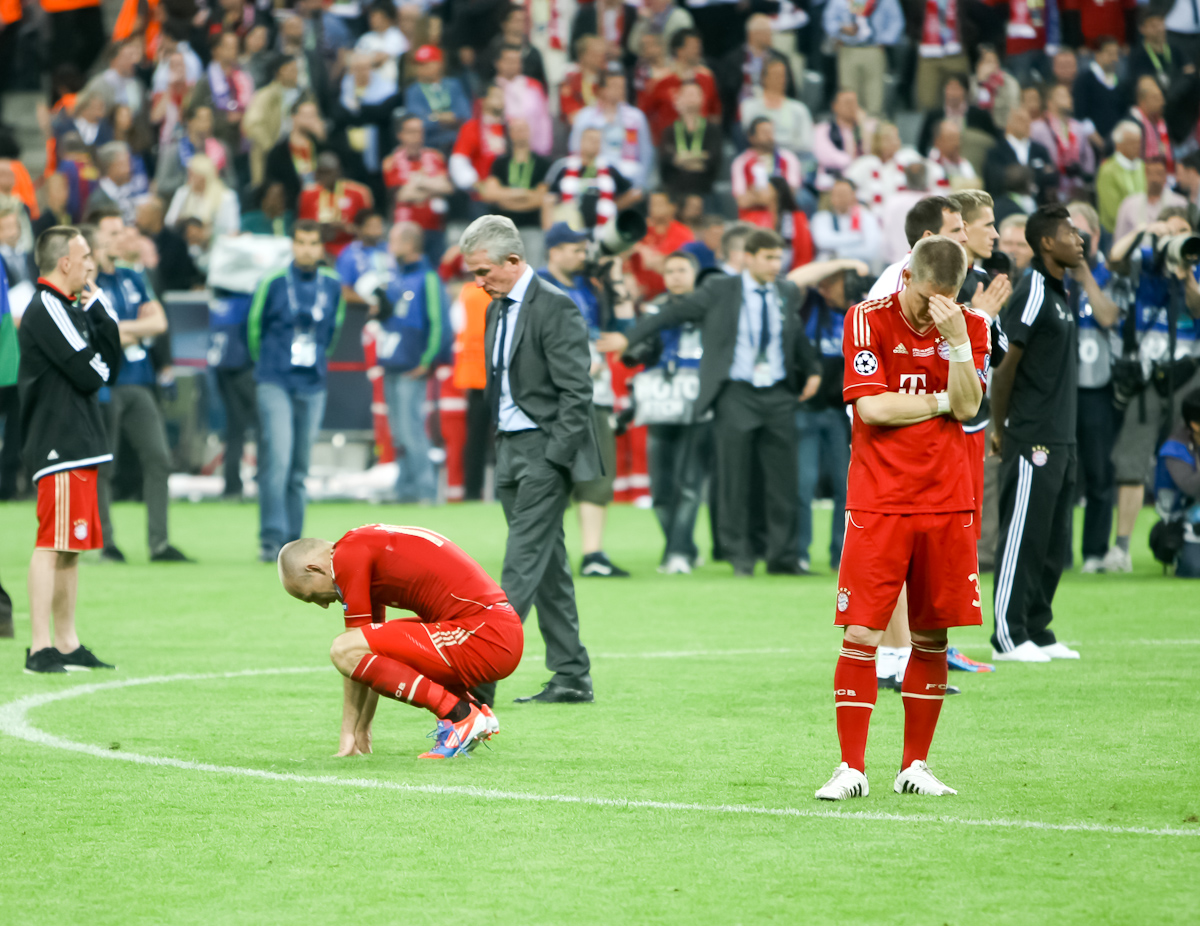
Heynckes y sus jugadores tras la derrota en la Final de la Liga de Campeones 2011-12.

El día 27 de abril de 2009, regresó a la Bundesliga para entrenar al Bayern de Múnich durante las últimas cinco jornadas del torneo alemán tras la destitución de Jürgen Klinsmann. Firmó este contrato temporal a petición de su amigo Uli Hoeneß, y bajo su mando, el conjunto bávaro finalizó subcampeón, sólo dos puntos por detrás del VfL Wolfsburgo, tras sumar 13 puntos de 15 posibles.
Bayer Leverkusen
El 10 de junio de 2009, fichó por el Bayer 04 Leverkusen. El equipo alemán finalizó como cuarto clasificado en la Bundesliga 2009-10. En su segundo curso en el BayArena, logró luchar por el título y terminó obteniendo el subcampeonato de la Bundesliga 2010/11 y, por lo tanto, se clasificó para jugar la Champions.
Bayern de Múnich

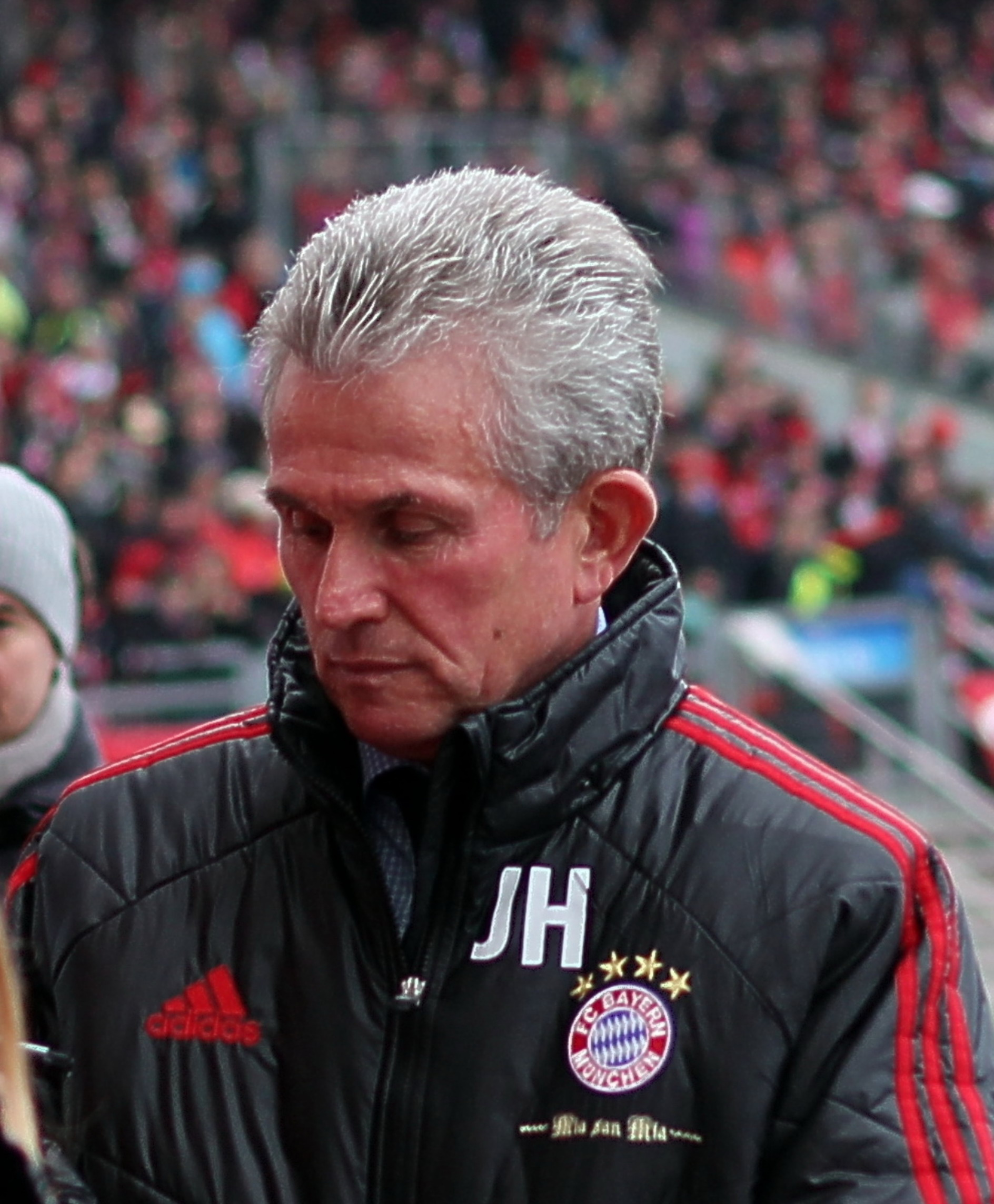
Heynckes en 2012

El 24 de marzo de 2011, se anunció su regreso como entrenador del Bayern de Múnich, tras el cese de Louis van Gaal en el banquillo bávaro. Asumió funciones a partir de la temporada 2011-2012, con un contrato de dos años.
Si bien en el inicio de su tercera etapa con el Bayern no logró el título de la Bundesliga (el Borussia Dortmund fue campeón), llevó al cuadro bávaro a las finales de la Copa de Alemania y de la Liga de Campeones de la UEFA, donde se enfrentó al Chelsea inglés en su propio estadio. Pero finalmente acabaría la temporada sin títulos, al perder las finales de Copa (5-2 ante el propio Borussia Dortmund) y Champions (por penaltis).
El 16 de enero de 2013, el Bayern dio a conocer la marcha de Heynckes del banquillo bávaro al final de la campaña 2012/2013, siendo reemplazado por Pep Guardiola.
El 6 de abril de 2013, el Bayern de Heynckes ganó la Bundesliga 2012/13. El 1 de mayo de 2013, tras eliminar al Fútbol Club Barcelona con un global de 0-7, logró clasificar al Bayern por segundo año consecutivo a la final de la Liga de Campeones; que se disputó el 25 de mayo de 2013 en Wembley ante otro equipo alemán, el Borussia Dortmund, al que finalmente derrotó por 2-1. Heynckes entraba a formar parte del selecto grupo de entrenadores ganadores de dos Ligas de Campeones con dos equipos diferentes. Para poner el broche de oro a la temporada, el Bayern ganó la Copa de Alemania al imponerse por 3-2 al VfB Stuttgart, de modo que Heynckes se despedía del conjunto bávaro de la mejor forma posible, dirigiéndolo hasta su primer triplete.
Retirada
El 4 de junio de 2013, confirmó que no entrenaría a ningún equipo más, por lo menos en la próxima temporada.
El 13 de enero de 2014, recibió el premio a Mejor entrenador del año de la FIFA en el fútbol masculino.
Salida del retiro y vuelta al Bayern de Múnich
El 6 de octubre de 2017, se hizo oficial su salida del retiro para dirigir al Bayern de Múnich, iniciando así su cuarta etapa en el club. Sustituyó a Carlo Ancelotti hasta final de temporada. Heynckes llevó al conjunto bávaro a ganar una nueva Bundesliga, a ser semifinalista de la Liga de Campeones y a obtener el subcampeonato en la Copa de Alemania tras perder la final contra el Eintracht Fráncfort, equipo entrenado por el sucesor de Heynckes en el banquillo bávaro, Niko Kovač.

## Estadísticas

### Clubes
Datos actualizados a fin de carrera deportiva.
| Club | Temporada                      | Div.                           | Liga (1) | Liga (1) | Liga (1) | Copas (2) | Copas (2) | Copas (2) | Internacional (3) | Internacional (3) | Internacional (3) | Total (4) | Total (4) | Total (4) | Media goleadora |
| Club | Temporada                      | Div.                           | Part.    | Goles    | Asist.   | Part.     | Goles     | Asist.    | Part.             | Goles             | Asist.            | Part.     | Goles     | Asist.    | Media goleadora |
| --- | ------------------------------ | ------------------------------ | -------- | -------- | -------- | --------- | --------- | --------- | ----------------- | ----------------- | ----------------- | --------- | --------- | --------- | --------------- |
| Borussia Mönchengladbach | 1964-65                        | 2.ª                            | 25       | 23       | -        | 6         | 6         | -         | -                 | -                 | -                 | 31        | 29        | 0+        | 0.94            |
| Borussia Mönchengladbach | 1965-66                        | 1.ª                            | 27       | 12       | 10       | 2         | -         | -         | -                 | -                 | -                 | 29        | 12        | 10        | 0.41            |
| Borussia Mönchengladbach | 1966-67                        | 1.ª                            | 30       | 15       | 9        | 1         | -         | -         | -                 | -                 | -                 | 31        | 15        | 9         | 0.48            |
| Hannover 96 | 1967-68                        | 1.ª                            | 29       | 10       | 4        | 1         | -         | -         | 3                 | 1                 | -                 | 33        | 11        | 4         | 0.33            |
| Hannover 96 | 1968-69                        | 1.ª                            | 34       | 9        | 4        | 3         | -         | -         | 6                 | 5                 | -                 | 43        | 14        | 4         | 0.33            |
| Hannover 96 | 1969-70                        | 1.ª                            | 23       | 6        | 3        | 1         | 2         | -         | 2                 | 1                 | -                 | 26        | 9         | 3         | 0.35            |
| Total Hannover 96 | Total Hannover 96              | Total Hannover 96              | 86       | 25       | 11       | 5         | 2         | 0+        | 11                | 7                 | 0+                | 102       | 34        | 11+       | 0.33            |
| Borussia Mönchengladbach | 1969-70                        | 1.ª                            | -        | -        | -        | 2         | 1         | -         | -                 | -                 | -                 | 2         | 1         | 0+        | 0.50            |
| Borussia Mönchengladbach | 1970-71                        | 1.ª                            | 33       | 19       | 4        | 4         | 1         | -         | 4                 | 2                 | -                 | 41        | 22        | 4+        | 0.54            |
| Borussia Mönchengladbach | 1971-72                        | 1.ª                            | 31       | 19       | -        | 5         | 2         | -         | 4                 | 1                 | -                 | 40        | 22        | 0+        | 0.55            |
| Borussia Mönchengladbach | 1972-73                        | 1.ª                            | 33       | 28       | 5        | 14        | 11        | -         | 11                | 12                | 1                 | 58        | 51        | 6+        | 0.88            |
| Borussia Mönchengladbach | 1973-74                        | 1.ª                            | 33       | 30       | 7        | 3         | 2         | -         | 7                 | 8                 | -                 | 43        | 40        | 7+        | 0.93            |
| Borussia Mönchengladbach | 1974-75                        | 1.ª                            | 31       | 27       | 4        | 1         | 1         | -         | 10                | 11                | -                 | 42        | 39        | 4+        | 0.93            |
| Borussia Mönchengladbach | 1975-76                        | 1.ª                            | 24       | 12       | 3        | 3         | -         | -         | 6                 | 6                 | 1                 | 33        | 18        | 4+        | 0.55            |
| Borussia Mönchengladbach | 1976-77                        | 1.ª                            | 20       | 15       | -        | -         | -         | -         | 7                 | 1                 | -                 | 27        | 16        | 0+        | 0.59            |
| Borussia Mönchengladbach | 1977-78                        | 1.ª                            | 21       | 18       | 4        | 3         | 4         | -         | 6                 | 4                 | -                 | 30        | 26        | 4+        | 0.87            |
| Total Borussia Mönchengladbach | Total Borussia Mönchengladbach | Total Borussia Mönchengladbach | 308      | 218      | 46+      | 44        | 28        | 0+        | 55                | 45                | 2+                | 407       | 291       | 48+       | 0.71            |
| Total carrera | Total carrera                  | Total carrera                  | 394      | 243      | 57+      | 49        | 30        | 0+        | 66                | 52                | 2+                | 509       | 325       | 59+       | 0.64            |
| (1) Resaltados los goles que le proclamaron máximo goleador del campeonato. (2) Incluye datos de DFB-Pokal (1965-78), DFL-Ligapokal (1972-73) / En caso de división inferior incluye datos de la promoción de ascenso (1964-65). (3) Incluye datos de Copa Intertoto (1967-68); Copa de Ferias (1967-70) / Liga Europa (1972-75); Recopa de Europa (1973-74); Copa de Europa (1970-72 y 1975-78). (4) No incluye datos de partidos amistosos. Datos de asistencias incompletos. |                                |                                |          |          |          |           |           |           |                   |                   |                   |           |           |           |                 |

### Selecciones
| Selección   | Partidos | Goles | Año     |
| ----------- | -------- | ----- | ------- |
| RF Alemania | 39       | 14    | 1967-76 |

### Entrenador
| Club                     | País     | Año       | PJ    | PG  | PE  | PP  | % v.  |
| ------------------------ | -------- | --------- | ----- | --- | --- | --- | ----- |
| Borussia Mönchengladbach | Alemania | 1979-1987 | 343   | 169 | 77  | 97  | 49.27 |
| Bayern de Múnich         | Alemania | 1987-1991 | 198   | 113 | 46  | 39  | 57.07 |
| Athletic Club            | España   | 1992-1994 | 82    | 34  | 20  | 28  | 41.46 |
| Eintracht Fráncfort      | Alemania | 1994-1995 | 34    | 12  | 10  | 12  | 35.29 |
| Tenerife                 | España   | 1995-1997 | 104   | 44  | 27  | 33  | 42.31 |
| Real Madrid              | España   | 1997-1998 | 53    | 26  | 15  | 12  | 49.06 |
| Benfica                  | Portugal | 1999-2000 | 49    | 27  | 8   | 14  | 55.1  |
| Athletic Club            | España   | 2001-2003 | 86    | 36  | 22  | 28  | 41.86 |
| Schalke 04               | Alemania | 2003-2004 | 57    | 28  | 14  | 15  | 49.12 |
| Borussia Mönchengladbach | Alemania | 2006-2007 | 21    | 5   | 4   | 12  | 23.81 |
| Bayern de Múnich         | Alemania | 2009      | 5     | 4   | 1   | 0   | 80    |
| Bayer Leverkusen         | Alemania | 2009-2011 | 84    | 44  | 26  | 14  | 52.38 |
| Bayern de Múnich         | Alemania | 2011-2013 | 109   | 83  | 12  | 14  | 76.15 |
| Bayern de Múnich         | Alemania | 2017-2018 | 42    | 33  | 4   | 5   | 78.57 |
| Total                    | Total    | Total     | 1.217 | 634 | 272 | 311 | 52.1  |

## Palmarés

### Como jugador

#### Títulos nacionales
| Título           | Club                     | País     | Año     |
| ---------------- | ------------------------ | -------- | ------- |
| Bundesliga       | Borussia Mönchengladbach | Alemania | 1970-71 |
| Copa de Alemania | Borussia Mönchengladbach | Alemania | 1972-73 |
| Bundesliga       | Borussia Mönchengladbach | Alemania | 1974-75 |
| Bundesliga       | Borussia Mönchengladbach | Alemania | 1975-76 |
| Bundesliga       | Borussia Mönchengladbach | Alemania | 1976-77 |

#### Títulos internacionales
| Título                     | Club (*)                 | Sede             | Año     |
| -------------------------- | ------------------------ | ---------------- | ------- |
| Eurocopa                   | Selección de Alemania    | Bélgica          | 1972    |
| Copa del Mundial de Fútbol | Selección de Alemania    | Alemania Federal | 1974    |
| Copa de la UEFA            | Borussia Mönchengladbach | Enschede         | 1974-75 |

#### Distinciones individuales
| Distinción                              | Año              |
| --------------------------------------- | ---------------- |
| Equipo de la temporada de la Bundesliga | 1972, 1974, 1975 |
| Máximo goleador de la Bundesliga        | 1974, 1975       |
| Máximo Goleador de la Copa de Europa    | 1975-76          |
| Máximo goleador de la Recopa de Europa  | 1973-74          |
| Máximo goleador de la Copa de la UEFA   | 1973, 1975       |
| Equipo del Torneo de la Eurocopa        | 1972             |

### Como entrenador

#### Títulos nacionales
| Título                | Club          | País     | Año     |
| --------------------- | ------------- | -------- | ------- |
| Supercopa de Alemania | Bayern Múnich | Alemania | 1987    |
| Bundesliga            | Bayern Múnich | Alemania | 1988-89 |
| Bundesliga            | Bayern Múnich | Alemania | 1989-90 |
| Supercopa de Alemania | Bayern Múnich | Alemania | 1990    |
| Supercopa de España   | Real Madrid   | España   | 1997    |
| Supercopa de Alemania | Bayern Múnich | Alemania | 2012    |
| Bundesliga            | Bayern Múnich | Alemania | 2012-13 |
| Copa de Alemania      | Bayern Múnich | Alemania | 2012-13 |
| Bundesliga            | Bayern Múnich | Alemania | 2017-18 |

#### Títulos internacionales
| Título                       | Club          | Sede          | Año     |
| ---------------------------- | ------------- | ------------- | ------- |
| Liga de Campeones de la UEFA | Real Madrid   | Ámsterdam     | 1997-98 |
| Copa Intertoto               | Schalke 04    | Gelsenkirchen | 2003    |
| Copa Intertoto               | Schalke 04    | Gelsenkirchen | 2004    |
| Liga de Campeones de la UEFA | Bayern Múnich | Londres       | 2012-13 |

#### Distinciones individuales
| Distinción                                       | Año             |
| ------------------------------------------------ | --------------- |
| Entrenador del Año en la Bundesliga              | 2013, 2018      |
| Entrenador del Año en Alemania                   | 2013, 2018      |
| Premio Once de Oro – Mejor entrenador de Europa  | 2013            |
| Premio FIFA – Mejor entrenador del mundo         | 2013            |
| Premio World Soccer – Mejor entrenador del mundo | 2013            |
| Premio IFFHS – Mejor entrenador del mundo        | 1998,(2.º) 2013 |
| Premio Globe Soccer – Mejor entrenador del mundo | 2013            |

#### Clasificaciones de los mejores entrenadores de todos los tiempos
| Premio          | Posición | Top 10 | Año  | Referencias   |
| --------------- | -------- | ------ | ---- | ------------- |
| France Football | 25.º     | No     | 2019 | [ 61 ] [ 62 ] |

| Predecesor: Vicente del Bosque | Mejor entrenador del mundo por la FIFA 2013 | Sucesor: Joachim Löw |